# Malacoctenus zonifer
Malacoctenus zonifer е вид лъчеперка от семейство Labrisomidae.

## Разпространение
Видът е разпространен в Гватемала, Еквадор, Колумбия, Коста Рика, Мексико, Никарагуа, Панама, Салвадор и Хондурас.